# Pombriego
Pombriego (en cabreirés Pombriegu) es un pueblo y  pedanía del Ayuntamiento de Benuza, en la comarca tradicional de La Cabrera, provincia de León, comunidad autónoma de Castilla y León, España. 
Así describía Pascual Madoz, en la primera mitad del siglo XIX, a Pombriego en el tomo VIII del Diccionario geográfico-estadístico-histórico de España y sus posesiones de Ultramar:

Lugar en la provincia de León (21 leguas), partido judicial de Ponferrada, diócesis de Astorga, audiencia territorial y capitanía general de Valladolid, ayuntamiento Sigüeya. Situado en una hondonada que forma dos cerros; su clima es templado; sus enfermedades más comunes algunas pulmonías. Tiene 70 casas; escuela de primeras letras; iglesia parroquial (San Clemente), servida por 1 cura de ingreso y libre provisión; 2 ermitas arruinadas, y buenas aguas potables. Confina con Terradillo, Saltalavilla, Benuza y Robledo de Sobrecastro. El terreno es de buena y mala calidad, y participa de secano y regadío, beneficio que proporcionan las aguas del Losada. Por el cerro que domina la población pasan 8 acueductos de los formados por los romanos en la explotación de las antiguas minas de las Médulas. Los caminos dirigen a los pueblos limítrofes, a Puente de Domingo Flórez y a Ponferrada, de cuyo punto recibe la correspondencia. Producción: vino, trigo, centeno, cebada, patatas, legumbres, castañas, hortaliza y pastos; cría ganados, el gusano de la seda, caza mayor y menor, y pesca de truchas y anguilas. Industria: 1 fábrica de hierro y 4 molinos harineros. Comercio; extracción de vino. Población: 56 vecinos, 250 almas. Contribución con el ayuntamiento.
Pascual Madoz.